# 布羅德布魯克 (康乃狄克州)
布羅德布魯克（英語：Broad Brook）是位於美國康乃狄克州哈特福縣的一個人口普查指定地區。

## 地理
布羅德布魯克的座標為41°54′44″N 72°32′42″W / 41.91222°N 72.54500°W，而該地最高點為海拔高度40米（即130英尺）。

## 人口
根據2010年美國人口普查的數據，布羅德布魯克的面積為15.40平方千米，當中陸地面積為15.30平方千米，而水域面積為0.10平方千米。當地共有人口4069人，而人口密度為每平方千米264人。